# Willem Drees
Willem Drees (født 5. juli 1886, død 14. maj 1988) var en nederlandsk politiker.  Han var premierminister i Holland fra 7. august 1948 til 22. december 1958, valgt for Partij van de Arbeid (Arbejderpartiet).
Der skete mange væsentlige begivenheder under hans embedstid som premierminister i Holland, såsom afkolonisering af Hollandsk Ostindien og genopbygningen af Holland efter Anden Verdenskrig.